# Tesla Model S

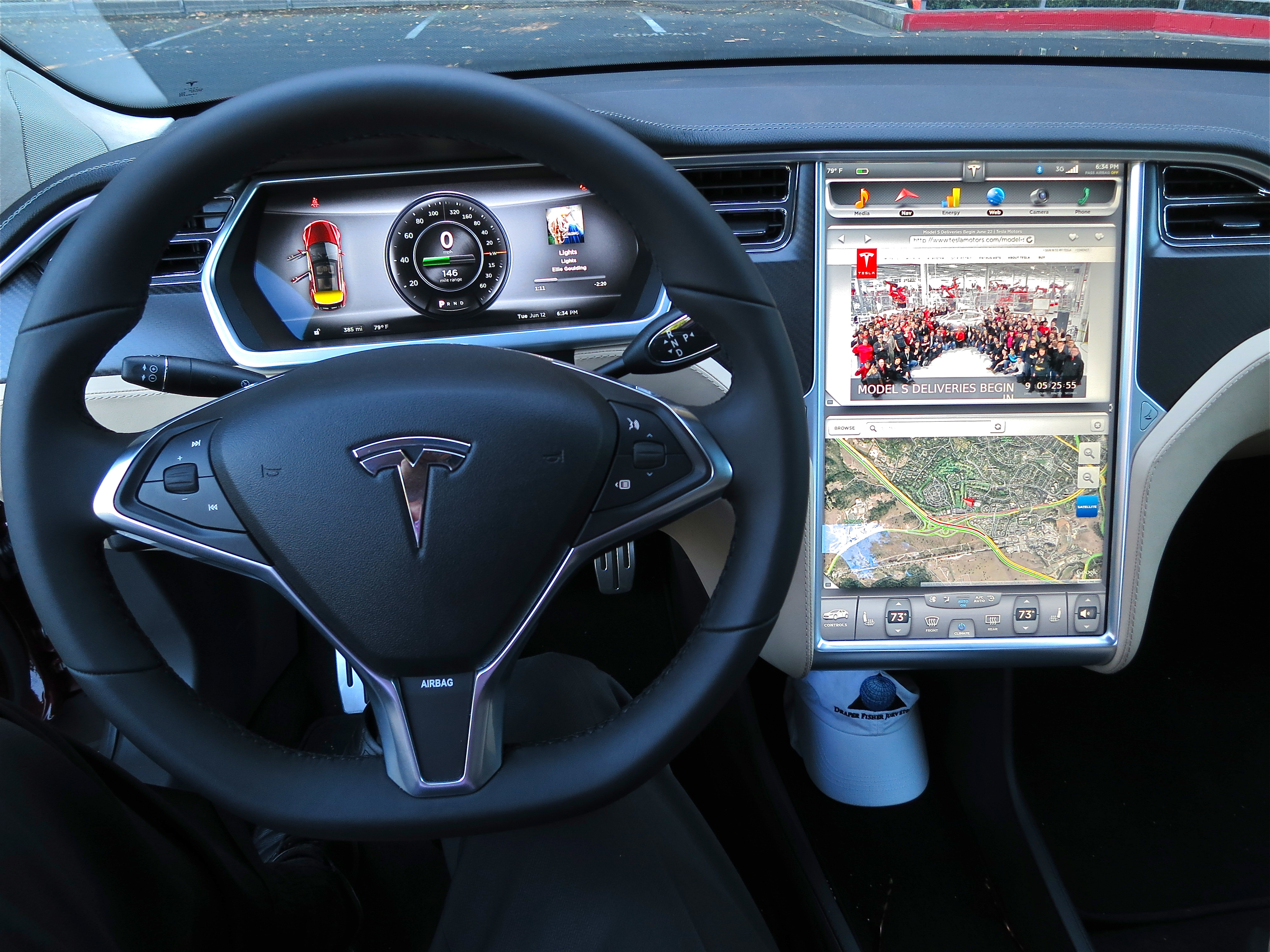
Interior cu panou de bord digital display (stânga) și touchscreen central de 17 inci (43 cm) (dreapta)

Tesla Model S este un automobil de lux cu propulsie electrică construită de Tesla Motors (California, Silicon Valley) în producție de serie mare din 17 martie 2012.
Model S P100D este primul automobil electric capabil de a parcurge distanțe lungi (500 km (EPA), 615 km (NEDC)) fără reîncărcarea bateriilor.
Este disponibil doar cu tracțiune pe patru roți. Modelul dispune de Acumulator Li-ion (max 85 kWh) amplasat în podea, sub compartimentul pentru pasageri. 
Pentru accelerație la 100 km/h Model S are nevoie, în funcție de acumulator, între 5,6 și 6,2 Secunde. Modelul P100D (Performance) însă atinge 100 km/h în doar 2,7 Secunde., comparabil cu Lamborghini sau Ferrari.
Din 2021 este comercializat și în România.

## Galerie

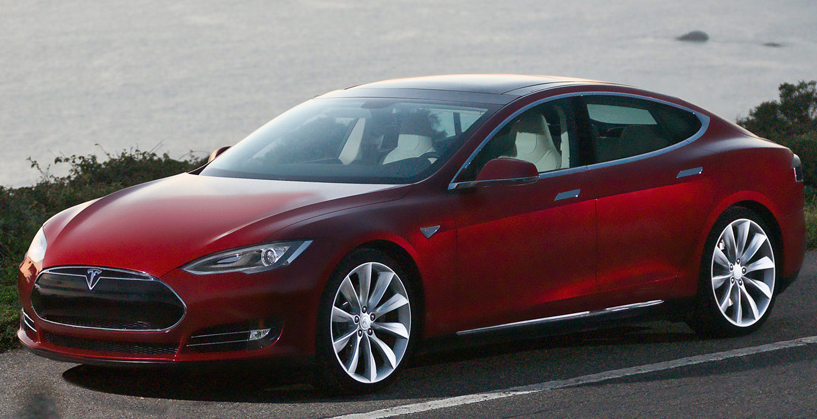
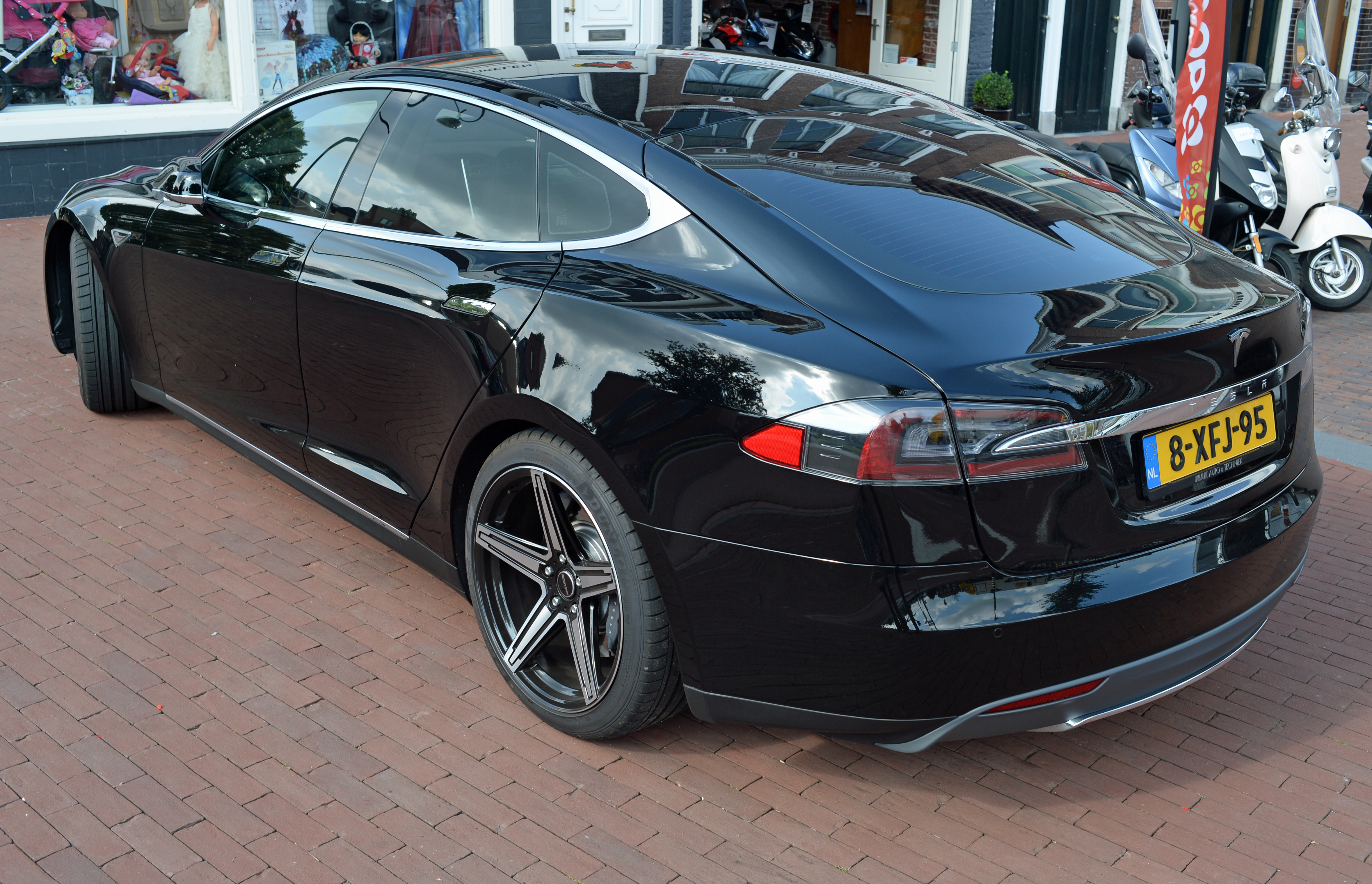
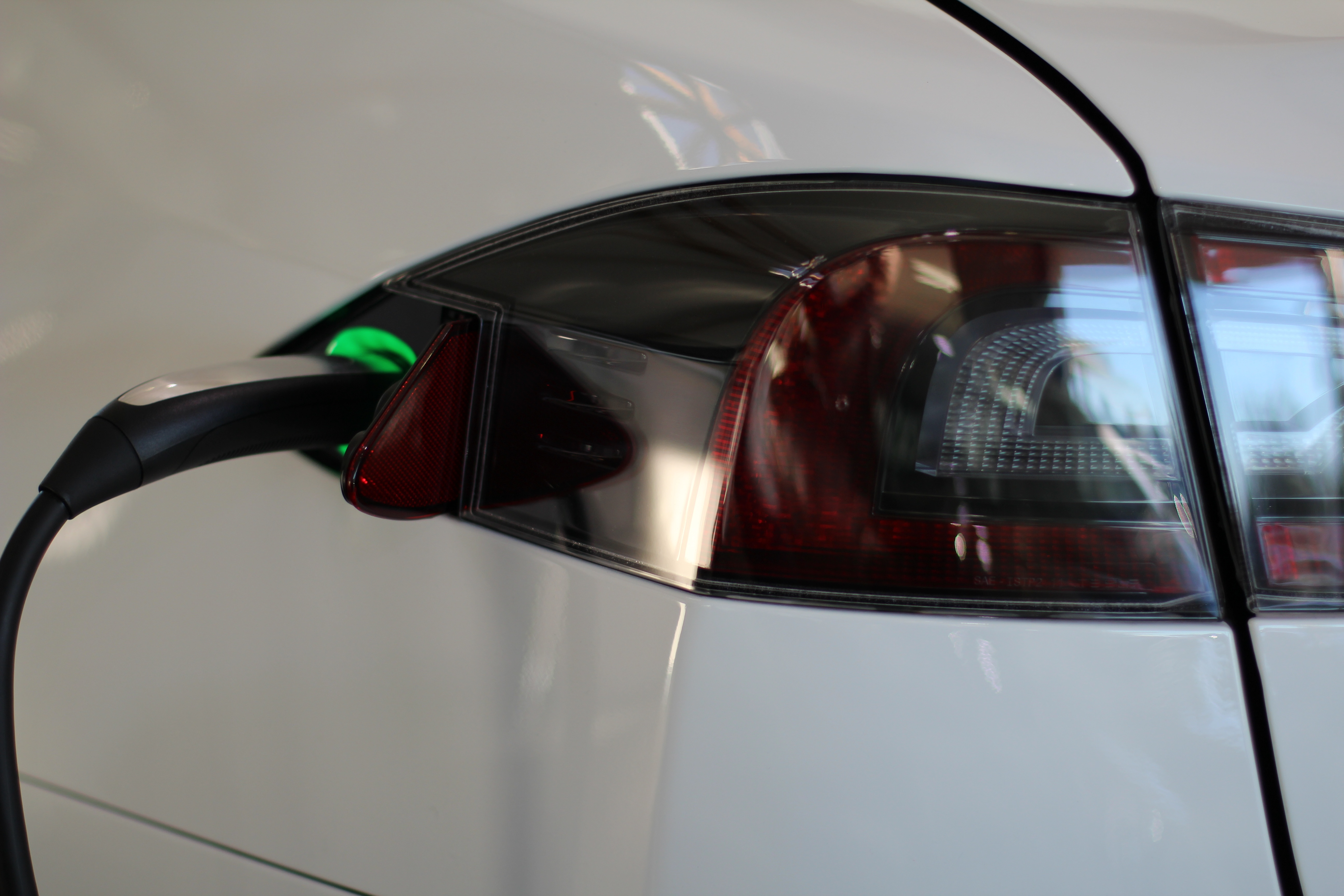
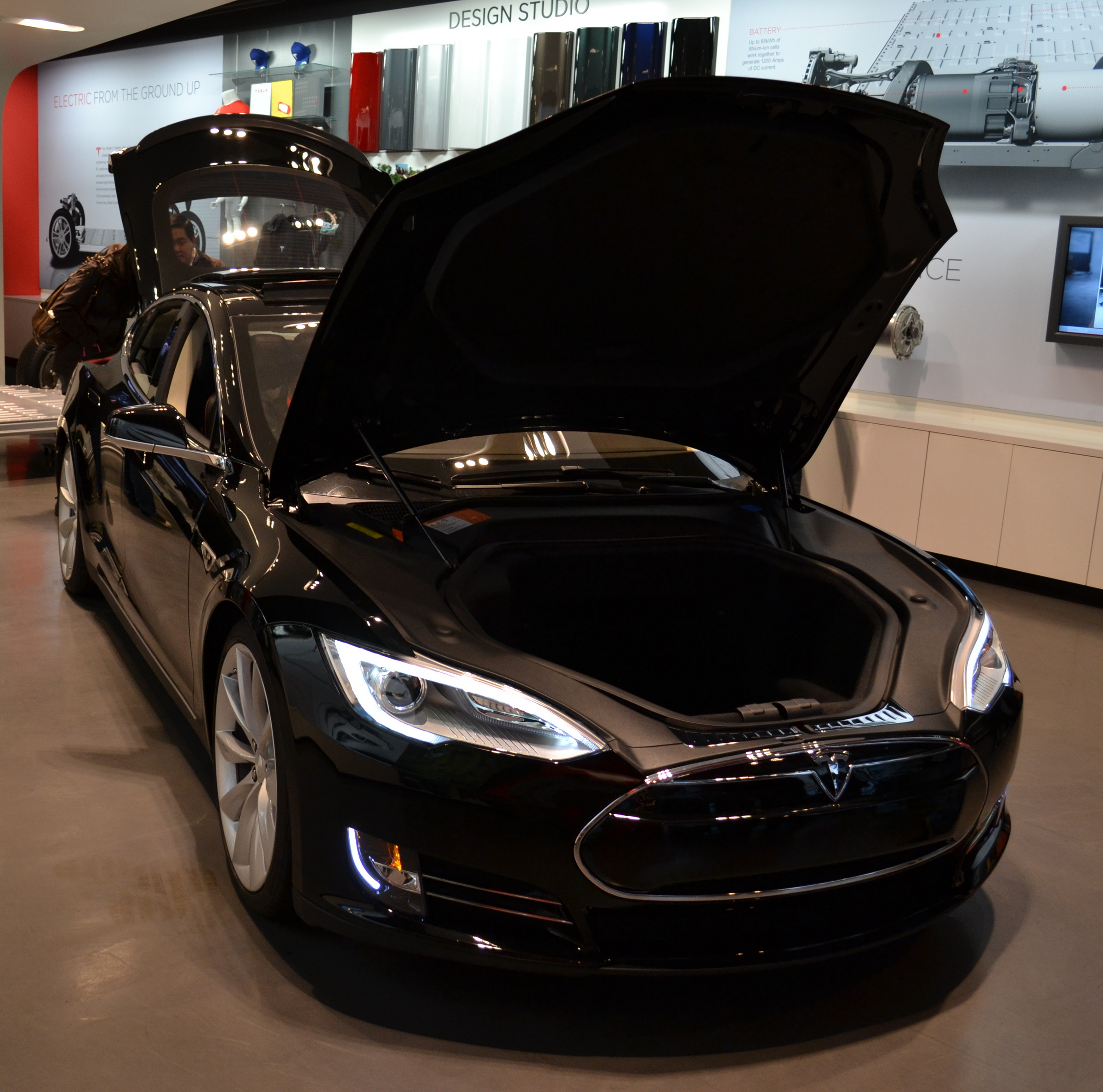
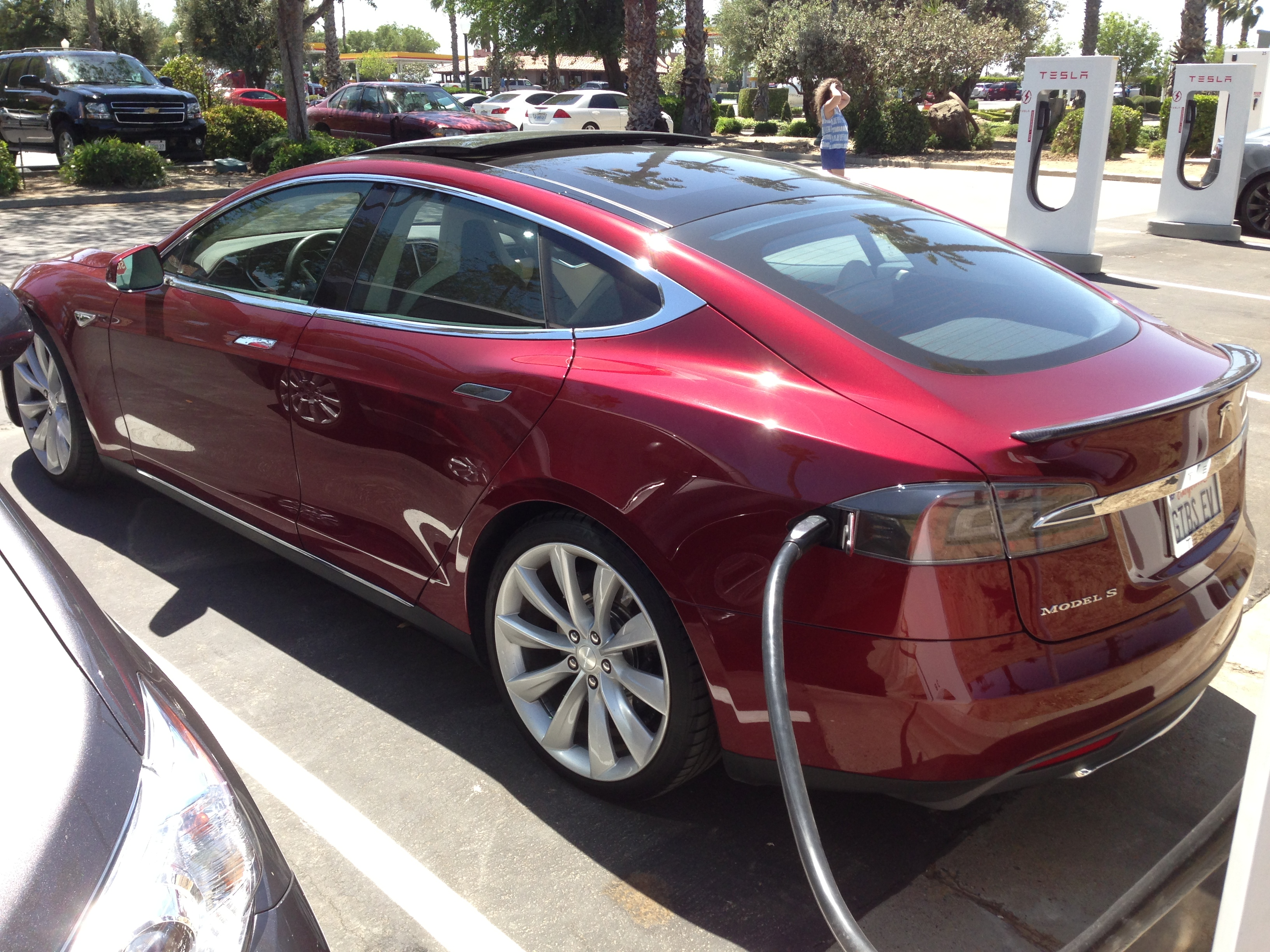
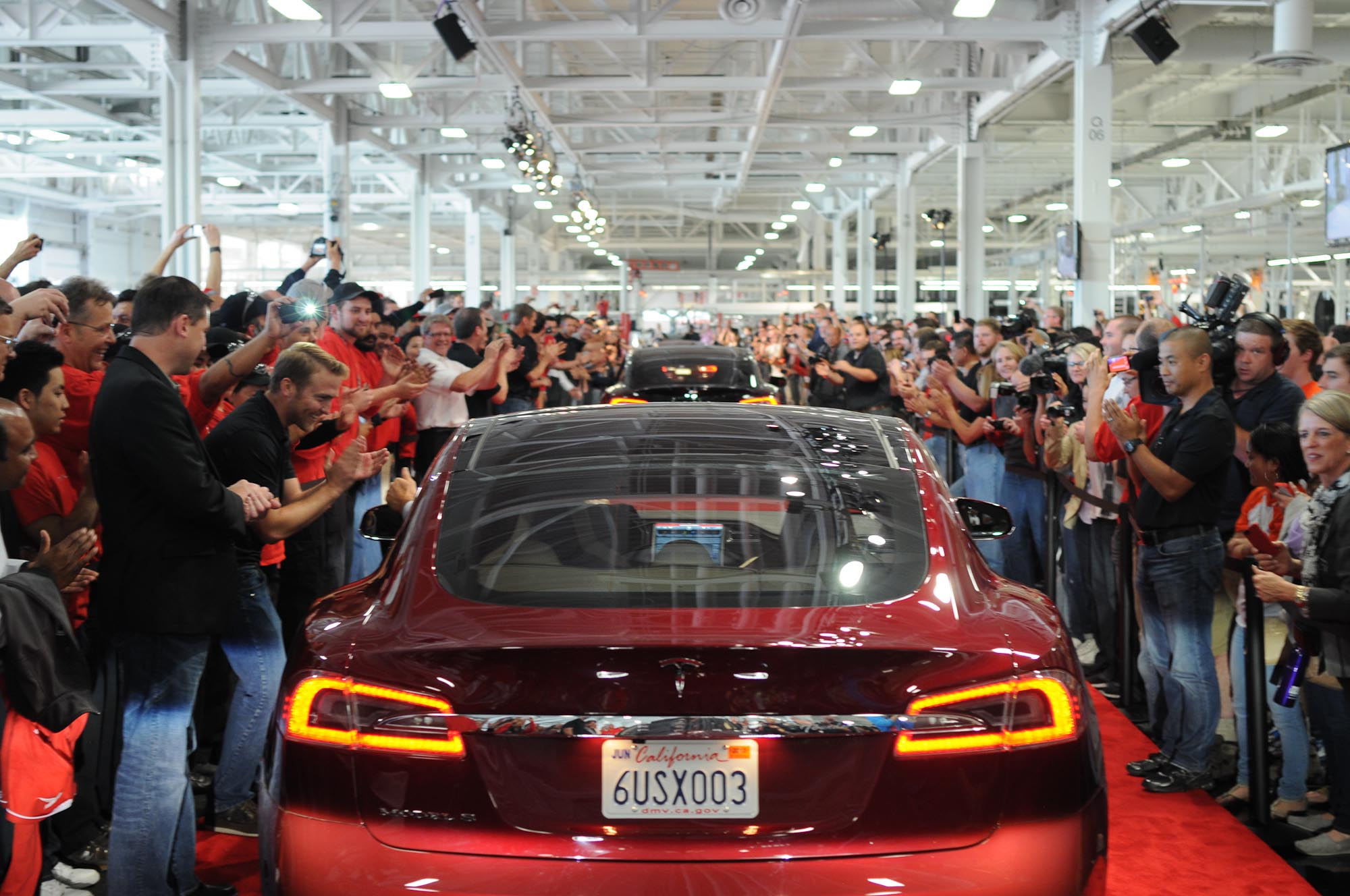
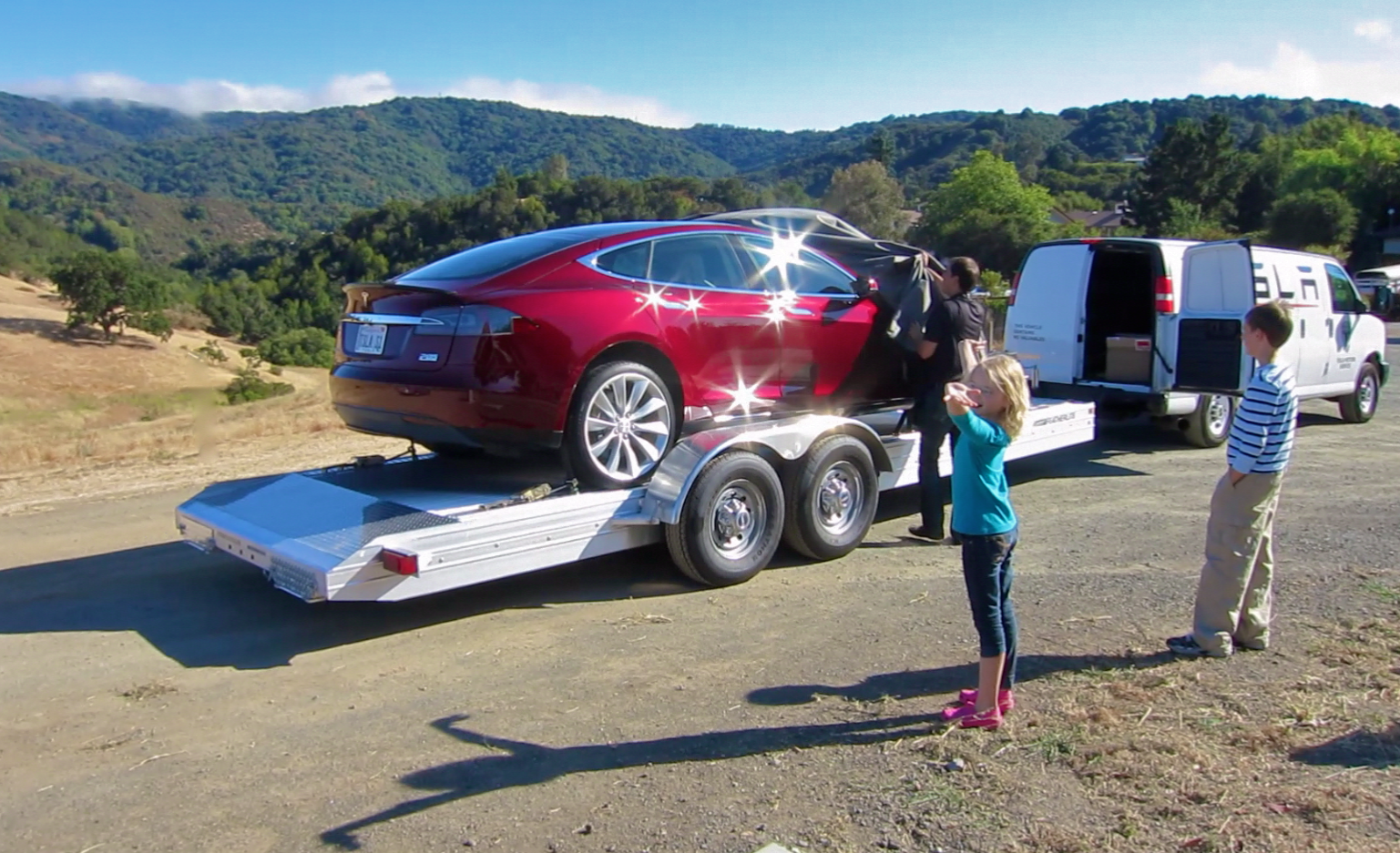
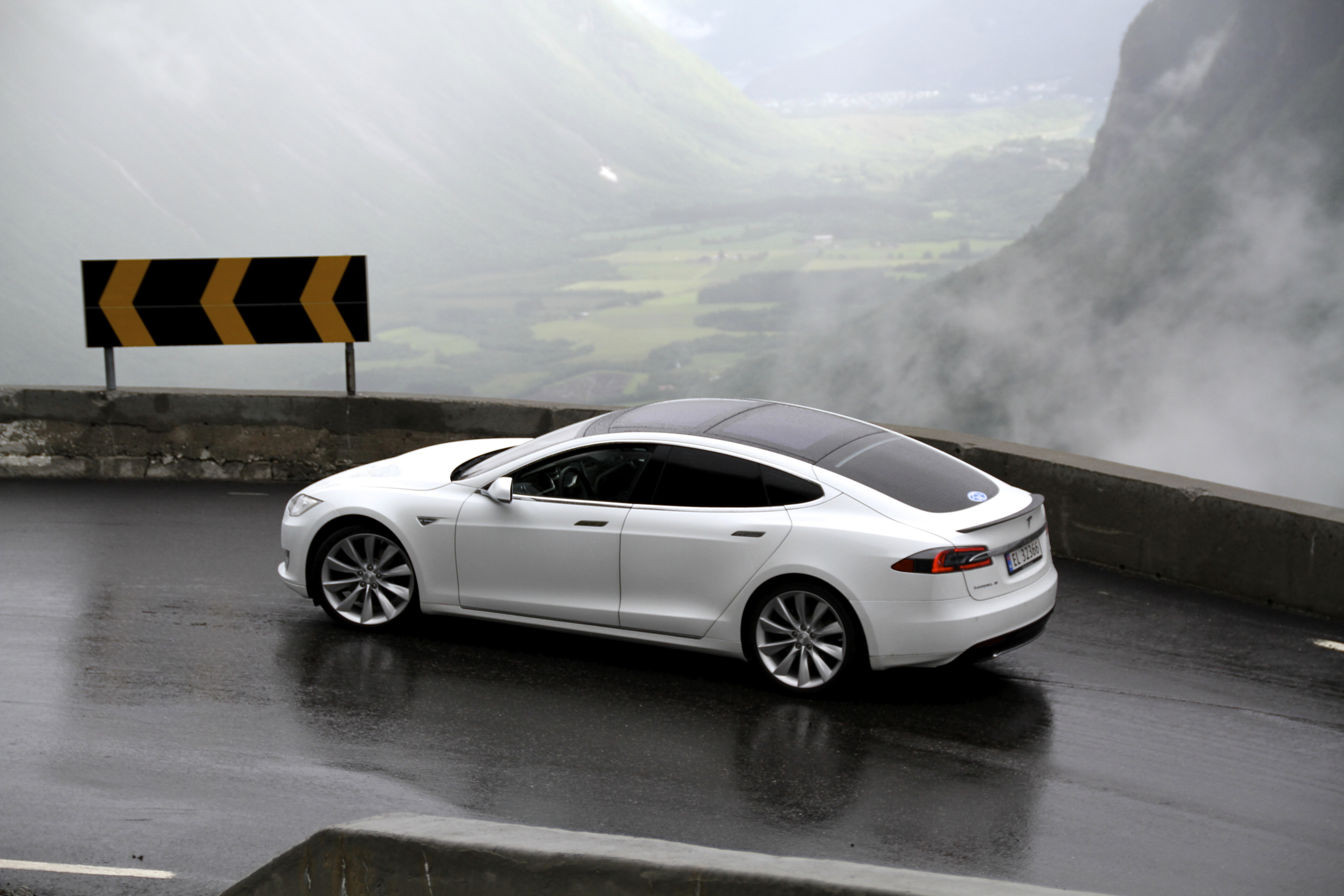

## Date tehnice
| Tesla Model S                                          | Tesla Model S           | Tesla Model S                        | Tesla Model S         | Tesla Model S                        | Tesla Model S         | Tesla Model S                        | Tesla Model S          |                    |                     |
| Model                                                  | 40                      | 60                                   | 70D                   | 85                                   | 85D                   | P85                                  | P85D                   | Model S Long range | Model S Performance |
|                                                        | 40 kWh(1)               | 60 kWh                               | 70 kWh                | 85 kWh                               | 85 kWh                | 85 kWh                               | 85 kWh                 | 100 kWh            | 100 kWh             |
| ------------------------------------------------------ | ----------------------- | ------------------------------------ | --------------------- | ------------------------------------ | --------------------- | ------------------------------------ | ---------------------- | ------------------ | ------------------- |
| Autonomie                                              | 260 km (Tesla Motors)   | 335 km (EPA) 375 km (NEDC)           | 390 km (Tesla Motors) | 426 km (EPA) 500 km (NEDC)           | 430 km (Tesla Motors) | 430 km (EPA) 500 km (NEDC)           | 407 km (Tesla Motors)  | 603 km (WLTP)      | 579 km (WLTP)       |
| Putere maximă                                          | 175 kW ?                | 225 kW (306 PS) la 5.000-8.000 1/min | 245 kW ?              | 270 kW (367 PS) la 6.000-9.500 1/min | 280 kW ?              | 310 kW (421 PS) la 5.000-8.600 1/min | 522 kW (700 PS) ?      | 311 kW (423 PS)    | 451 kW (613 PS)     |
| Cuplu motor maxim                                      | 430 Nm la 0-5.000 1/min | 430 Nm la 0-5.000 1/min              | ?                     | 440 Nm la 0-5.800 1/min              | 491 Nm ?              | 600 Nm la 0-5.100 1/min              | 930Nm la 0-5.100 1/min | 660 Nm             | 931 Nm              |
| 0-60 mph (0–97 km/h)                                   | 6,5 s                   | 5,9 s                                | 5,2                   | 5,4 s                                | 4,4                   | 4,2 s                                | 2,8 s                  | 4,3 s              | 2,6 s               |
| Viteză maximă                                          | 180 km/h                | 193 km/h                             | 230 km/h              | 230 km/h                             | 249 km/h              | 210 km/h                             | 250 km/h               | 250 km/h           | 250 km/h            |
| Producție                                              | până aprilie 2013       | până aprilie 2015                    | actual                | actual                               | actual                | noiembrie 2014                       | actual                 | Actual 2019        | Actual 2019         |
| (1) Acumulator de 60 kWhlLimitat electronic la 40 kWh. |                         |                                      |                       |                                      |                       |                                      |                        |                    |                     |